# Sent Roman de Codièira
Sent Roman de Codièira (en francès Saint-Roman-de-Codières) és un municipi francès situat al departament del Gard i a la regió d'Occitània.